# Eumenes hottentottus
Eumenes hottentottus är en stekelart som beskrevs av Henri Saussure. Eumenes hottentottus ingår i släktet krukmakargetingar, och familjen Eumenidae.

## Underarter
Arten delas in i följande underarter:
- E. h. tibesticus
- E. h. concinnus
- E. h. elegans
- E. h. berlandi